# Confrontos entre Fluminense e Palmeiras no futebol
Fluminense e Palmeiras são dois clubes que disputam um dos maiores clássicos interestaduais (Rio de Janeiro versus São Paulo) do futebol brasileiro.

## Introdução
Os dois clubes são os representantes da colônia italiana em seus estados, encontrando-se em momentos que definiram títulos a favor de um dos dois clubes desde 1933, tendo sido realizados confrontos entre Fluminense e Palmeiras válidos por todas as principais competições de futebol do Brasil e também pela Copa Libertadores da América.
No clássico entre Fluminense e Palmeiras, duas partidas deram títulos importantes para o Tricolor, nas conquistas do Torneio Rio-São Paulo de 1960 e do Campeonato Brasileiro de 2012, assim como foi em um confronto contra o Flu que o Alviverde venceu o seu primeiro Torneio Rio-São Paulo, ainda no ano de 1933.

## História
Na primeira partida, em 30 de maio de 1926, esteve em disputa a Taça Fiat, com vitória palmeirense em São Paulo por 3 a 2, tendo o troféu sido oferecido pelas Indústrias Reunidas Fábricas Matarazzo.
O Verdão conquistou o Torneio Rio-São Paulo de 1933 ao vencer o Flu por 2 a 1 no Palestra Itália, perante 25.000 torcedores. O Diário Carioca, de 12 de dezembro de 1933, deu como manchete: "O Palestra é campeão brasileiro de 1933."
No dia 2 de março, partida válida pelo Torneio Rio-São Paulo de 1952, antes do jogo contra o Fluminense, o Palmeiras deu a volta olímpica com uma faixa agradecendo a torcida carioca pelo apoio recebido na Copa Rio de 1951, sendo ovacionado pelos 31.990 torcedores (25.444 pagantes), além do presidente do Palmeiras ter entregue uma placa de bronze ao prefeito do Rio, João Carlos Vital, para ser fixada no Maracanã. Ali estavam presentes o campeão da Copa Rio de 1951 e o futuro campeão da Copa Rio de 1952, em um encontro marcado pelas homenagens recíprocas. Um jogo com este espírito teve no resultado de 2 a 2 o reflexo dos sentimentos de fraternidade e esportividade que foram registrados antes da partida, entre os clubes das colônias italianas do Rio de Janeiro e de São Paulo.
Na partida válida pelo Torneio Quadrangular Interestadual do Rio de Janeiro de 1954, a vitória tricolor por 2 a 1 lhe garantiu o vice campeonato, na competição que teve ainda o Internacional-RS e do Botafogo-RJ, que terminou como campeão.
O Fluminense sagrou-se bicampeão do Torneio Rio-São Paulo em 1960 ao vencer o Palmeiras por 1 a 0 no Maracanã, perante 53.738 pagantes, com gol de Waldo, o maior artilheiro da história do clube. Até essa partida o Palmeiras disputava o título diretamente com o Fluminense, tendo ainda dois jogos para realizar, sendo este o último do Flu. Após a derrota para o Fluminense, perderia os dois jogos restantes e terminaria apenas na sexta colocação.
A dramática disputa nas semifinais do Campeonato Brasileiro de 1960 também foi um momento muito importante na história deste clássico, com empate por 0 a 0 no primeiro jogo por uma competição nacional, no Pacaembu, e vitória palmeirense por 1 a 0 no Maracanã, com o gol da vitória sendo marcado aos 44 minutos e trinta segundos do segundo tempo em um chute de longe de Humberto, com público semelhante ao da partida anterior no mesmo estádio, em competição que viria dar ao Palmeiras o seu primeiro título brasileiro.
O Palmeiras conquistou a segunda edição do Torneio do IV Centenário do Rio de Janeiro de 1965, ao vencer a disputa de pênaltis contra o Peñarol após empate por 0 a 0 na final. O Fluminense terminou em terceiro ao vencer a Seleção Paraguaia por 3 a 2, com todas as partidas tendo sido disputadas no Maracanã.
Em 1970, o Fluminense venceu a partida válida pelo Quadrangular Final do Campeonato Brasileiro, disputado também contra Atlético Mineiro e Cruzeiro, tendo vencido anteriormente o confronto da Primeira Fase por 3 a 0 no Morumbi. O gol de Mickey selou a vitória tricolor no Maracanã por 1 a 0 e deixou o Fluminense em vantagem na disputa pela Taça de Prata, competição da qual o Flu se sagraria campeão e o Palmeiras, vice.

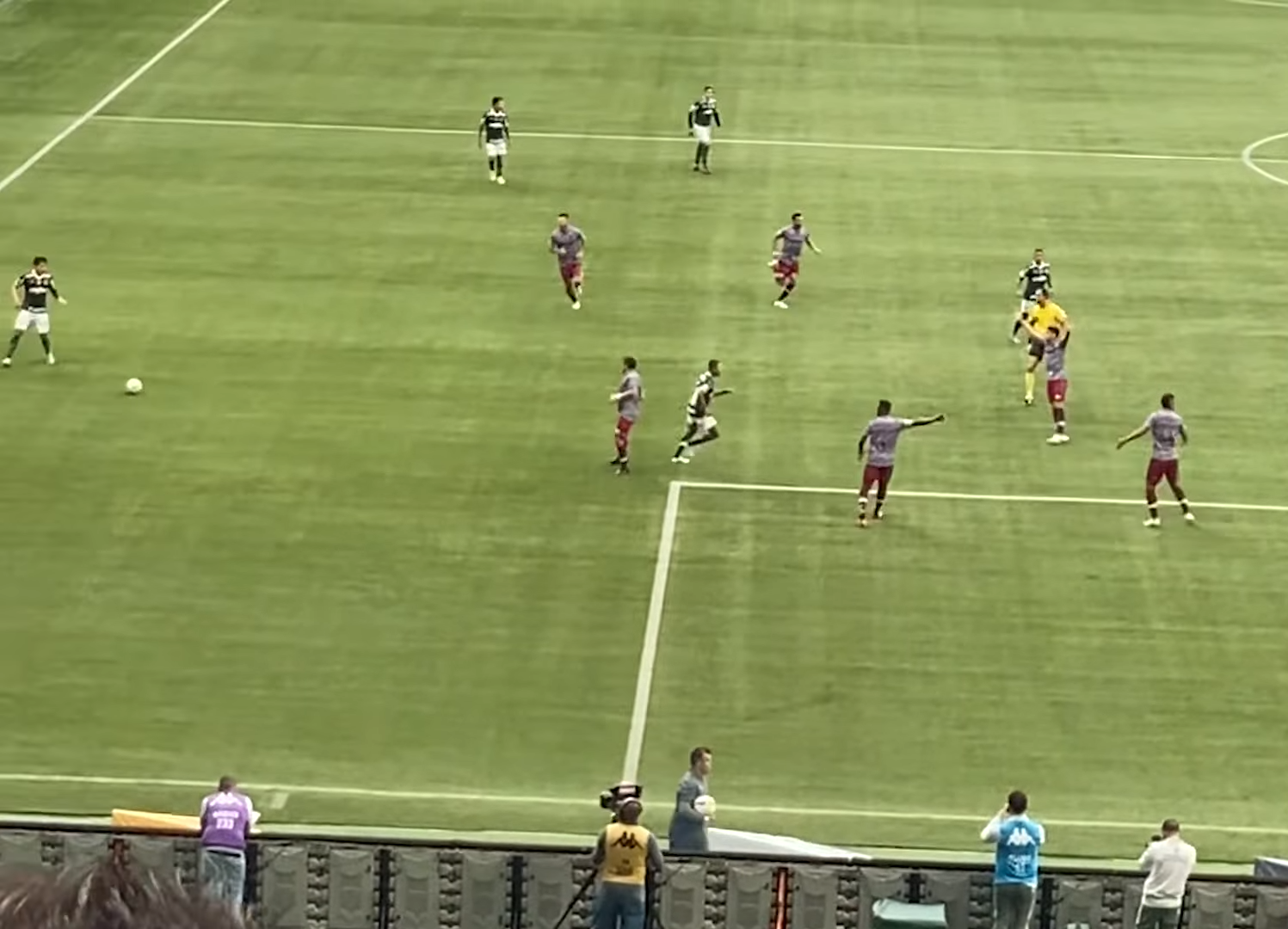
Duelo das equipes no Allianz Parque, em 2022.

Na Copa Libertadores da América de 1971, Palmeiras e Fluminense se encontraram pelo Grupo 3 da competição, com uma vitória tricolor por 2 a 0 no Pacaembu, e outra palmeirense por 3 a 1 no Maracanã. O Palmeiras somou 10 pontos no grupo e o Fluminense 8, com o Palmeiras tendo se classificado para as semifinais e terminado em terceiro, com o Fluminense eliminado ainda nessa fase de grupos, que previa a classificação de apenas uma equipe, terminando em sétimo lugar.
No Torneio dos Campeões de 1982, Fluminense e Palmeiras ficaram no mesmo grupo, que reunia ainda Corinthians, Portuguesa e Santa Cruz, com Fluminense e Portuguesa classificando-se para a fase seguinte.
Na Copa dos Campeões de 2002, a vitória por 1 a 0 nas quartas valeu a classificação do Verdão para a fase seguinte.

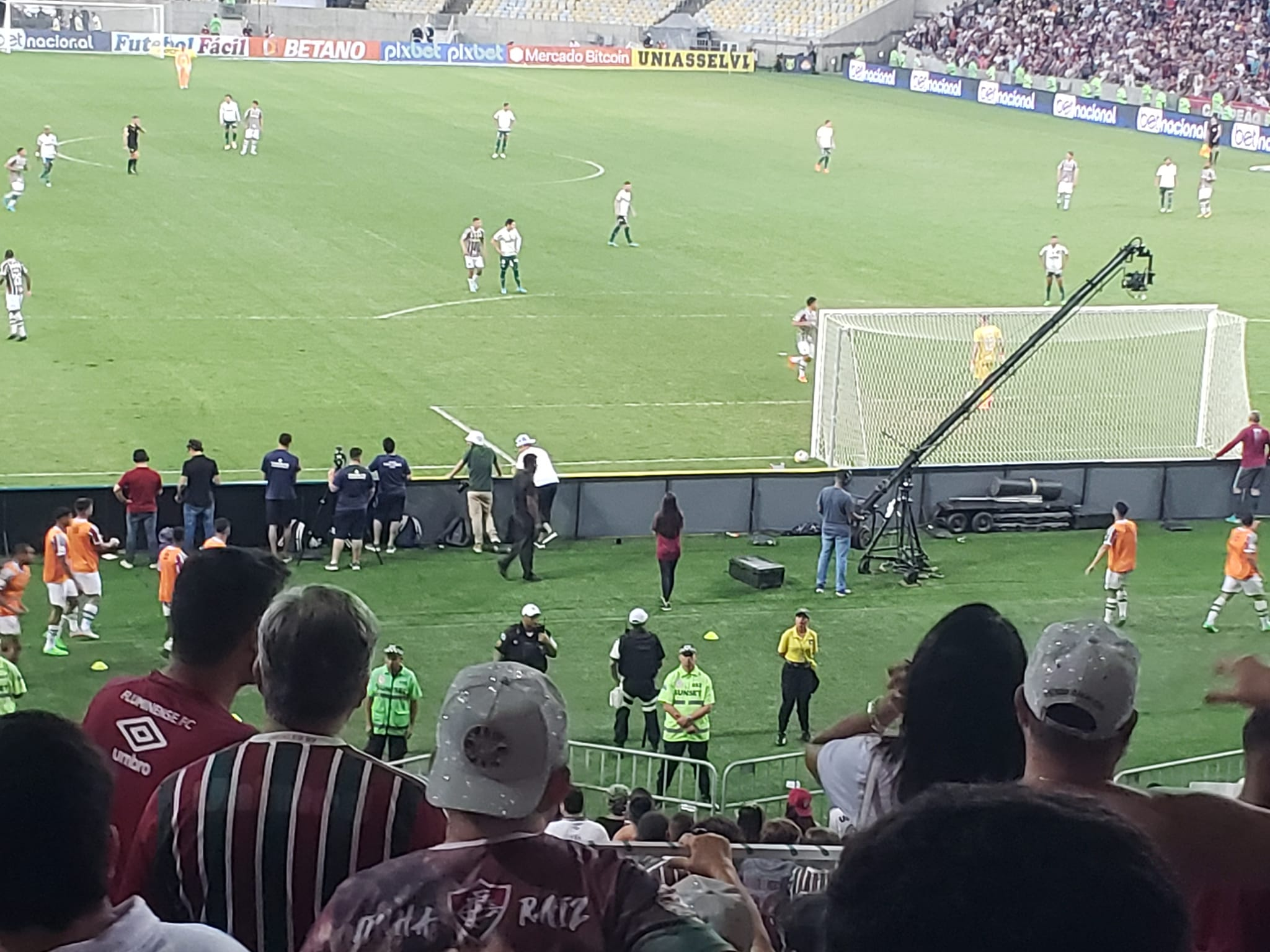
Confronto entre as equipes no Maracanã, em 2022.

Um público de 66.884 torcedores viu a vitória do Fluminense por 1 a 0 no Campeonato Brasileiro de 2009, no Maracanã, com gol de Fred, uma das vitórias já nas últimas rodadas que manteve o Flu na Série A após uma arrancada histórica.
No Campeonato Brasileiro de 2010, a vitória tricolor por 2 a 1 em São Paulo pela penúltima rodada deixou o Fluminense a um passo do título, título este que seria confirmado na rodada seguinte, quando o tricolor venceu o Guarani por 1 a 0.
Ao vencer o Palmeiras em Presidente Prudente por 3 a 2, com dois gols de seu artilheiro Fred, o Fluminense conquistou o Campeonato Brasileiro de 2012.
Fluminense e Palmeiras se enfrentaram pela primeira vez na Copa do Brasil, em confronto válido pelas semifinais da Copa do Brasil de 2015, com vitória tricolor no primeiro jogo disputado no Maracanã por 2 a 1 e palmeirense pelo mesmo placar no segundo, com o Palmeiras classificando-se após disputa por pênaltis no Allianz Parque.
Dois empates por 1 a 1 aconteceram na campanha vitoriosa do Palmeiras no Campeonato Brasileiro de 2022, no décimo primeiro título do Palmeiras nessa competição.

## Ídolos em comum
Romeu
Romeu Pellicciari jogou no então Palestra Itália, de 1930 a 1935, transferindo-se ainda em 1935 para o Flu, onde jogou até 1942, retornando ao Palmeiras neste mesmo ano a tempo de se sagrar campeão paulista pela quarta vez, além de ter conquistado o Torneio Rio-São Paulo de 1933 pelo Verdão.
No Fluminense foi campeão carioca em 5 ocasiões (1936, 1937, 1938, 1940 e 1941), do Torneio Municipal em 1938, do Torneio Extra de 1941 e do Torneio Início do Campeonato Carioca em 1940 e 1941, tendo também brilhado na Seleção Brasileira, notadamente na Copa do Mundo de 1938, quando a seleção Canarinho terminou em terceiro lugar — sua melhor colocação até então.
Rodrigues
Rodrigues Tatu jogou pelo Fluminense entre 1945 e 1950, marcando 94 gols em 199 jogos, tendo sido convocado para a Copa do Mundo de 1950 como jogador do Flu, transferindo-se para o Palmeiras posteriormente e fazendo a sua estreia em 23 de julho de 1950, na vitória de 5 a 3 sobre o Paulista de Araraquara, vindo a marcar pelo clube paulista 125 gols em 221 partidas. Campeão carioca de 1946 e do Torneio Municipal de 1948 pelo Fluminense,  seria ainda campeão paulista de 1950, do Torneio Rio-São Paulo de 1951 e da Copa Rio de 1951 pelo Verdão.

## Jogos decisivos
Jogos importantes
Em 1933, o Palmeiras venceu o Fluminense e, posteriormente, conquistou o Torneio Rio-São Paulo.
Em 1960, o Fluminense venceu o Palmeiras na final do Torneio Rio-São Paulo e se sagrou campeão.
Em 1970, o Fluminense venceu o Palmeiras pelo quadrangular final e, posteriormente, conquistou o Campeonato Brasileiro.
Em 2012, o Fluminense venceu o Palmeiras e conquistou, antecipadamente, o Campeonato Brasileiro. Poucas rodadas depois o rebaixamento do Palmeiras foi decretado.
Mata-matas em competições da CBF
Em 1960, o Palmeiras eliminou o Fluminense na semifinal do Campeonato Brasileiro e, posteriormente, sagrou-se campeão.
Em 2002, o Palmeiras eliminou o Fluminense nas quartas de final da Copa dos Campeões.
Em 2015, o Palmeiras eliminou o Fluminense na semifinal da Copa do Brasil e, posteriormente, foi o campeão da competição.

## Outras estatísticas
Cidades e estados
Ao todo, 60 jogos foram realizados no Rio de Janeiro e 56 em São Paulo, com 3 jogos tendo sido realizados em outros estados: 1 no Paraná com mando do Palmeiras, na cidade de Londrina, onde os clubes paulistas detêm as maiores torcidas, o segundo em Teresina, no Piauí, com mando de campo neutro e o terceiro em Brasília com o mando do Fluminense, em 11 cidades diferentes no total dos jogos.
Principais estádios
45 partidas foram realizadas no Maracanã, com 21 vitórias do Fluminense, 16 do Palmeiras e 8 empates, com 63 gols tricolores e 53 palmeirenses, tendo 25 partidas ocorridas no antigo Palestra Itália, estádios que receberam o maior número de jogos. No Palestra Itália foram 20 vitórias do Palmeiras, 3 do Fluminense e 2 empates, com 54 gols palmeirenses e 31 tricolores. Apenas 1 jogo foi realizado no Morumbi, maior estádio do Estado de São Paulo e 17 no Pacaembu, a segunda opção histórica dos grandes clubes paulistas para jogos de maior apelo de público.
Competições
Fluminense e Palmeiras disputaram jogos em todas as principais competições do futebol brasileiro: Campeonato Brasileiro e Copa do Brasil, sem contar disputas nos torneios dos campeões e pelo antigo Torneio Rio-São Paulo, além da principal competição continental, a Copa Libertadores da América.
Campeonato Brasileiro
Pelo Campeonato Brasileiro desde 1960 já foram disputados 68 jogos, com 34 vitórias do Palmeiras, 22 do Fluminense e 12 empates, 99 gols a favor do Palmeiras e 76 a favor do Fluminense.
Nas suas quatro conquistas de campeonatos nacionais o Fluminense só não enfrentou o Palmeiras na de 1984, por conta do clube paulista ter começado esta competição em grupo diferente e não ter chegado aos cruzamentos previstos pela fórmula de disputa daquela edição do Campeonato Brasileiro.
Já o Palmeiras, nas conquistas de seus onze títulos nacionais só não enfrentou o Fluminense na Taça Brasil (antigo formato do atual Campeonato Brasileiro) de 1967, da qual o Tricolor não participou, e em 1973, quando o Fluminense participou de um grupo diferente na Primeira Fase e não chegou aos cruzamentos finais daquela competição.
Conmebol
Fluminense e Palmeiras se enfrentaram pela primeira fase da Copa Libertadores da América de 1971, com uma vitória para cada lado e o Palmeiras se classificando para a fase seguinte.

## Recordes

### Artilheiros
Os maiores artilheiros deste confronto são do Fluminense, Fred com 8 gols, Waldo e Flávio com 6, tendo Orlando Pingo de Ouro e Roni marcado 5. Pelo Verdão os artilheiros são Echevarrieta, Euller, Rinaldo, Rodrigues Tatu e Servílio, com 5 gols.
Rodrigues Tatu marcou ainda um gol pelo Fluminense contra o Palmeiras, de falta, aos 11'/2ºT, na vitória tricolor por 5 a 2 em 30 de julho de 1947, partida esta disputada no Pacaembu.

### Goleadas
Maior vitória do Fluminense atuando em casa
| 4 de maio de 1957 | Fluminense                                | 5 – 1 | Palmeiras | Maracanã                                                                        |
|                   | Waldo · Telê · Jair Francisco · Escurinho |       | Mazzola   | Público: 14 336 (11 299 pags) Renda: CR$ 339.335,00 Árbitro: SP Telêmaco Pompeu |

Maior vitória do Fluminense atuando fora de casa
| 7 de novembro de 2001 | Palmeiras                       | 2 – 6 | Fluminense                                                  | Palestra Itália                                                         |
| 16:00                 | Marcão 2' (g.c.) · Pedrinho 81' |       | Roger 16' 45' · Sidney 18' · Magno Alves 20' 73' · Roni 29' | Público: 6 289 pags Renda: R$ 62.490,00 Árbitro: PR Héber Roberto Lopes |

Maior vitória do Palmeiras atuando em casa
| 30 de janeiro de 2000 | Palmeiras                                                                    | 6 – 2 | Fluminense                 | Palestra Itália                                                                     |
|                       | Faustino Asprilla 46' · Euller 47' (pen.) 50' 79' (pen.) 90+1' · Basílio 86' |       | Magno Alves 31' · Roni 35' | Público: Dados indisponíveis Renda: Dados indisponíveis Árbitro: RJ Wagner Tardelli |

Maior vitória do Palmeiras atuando fora de casa
| 5 de setembro de 1996 | Fluminense          | 1 – 5 | Palmeiras                                            | Estádio do Café                                                             |
|                       | Altemir Pessali 86' |       | Djalminha 20' 28' 74' · Cafu 31' · Freddy Rincón 74' | Público: 22 200 pags Renda: R$ 206.000,00 Árbitro: PR José Carlos Marcondes |

### Partidas com mais gols
Em três ocasiões ocorreram 8 gols em confrontos envolvendo Fluminense e Palmeiras: em 24 de julho de 1940 (Fluminense 5 a 3), em 3 de janeiro de 2000 (Palmeiras 6 a 2) e em 7 de novembro de 2001 (Fluminense 6 a 2).

### Séries
A maior série invicta é palmeirense, doze jogos entre 2002 e 2008. Já a favor do Flu, nove jogos, entre 2009 e 2014.
A maior série de vitórias é tricolor, sete jogos entre 2010 e 2014. A alviverde é de seis jogos, entre 1992 e 1994.

## Maiores públicos
Aonde não consta informações sobre públicos pagantes e presentes, a referência é aos pagantes, acima de 30.000.

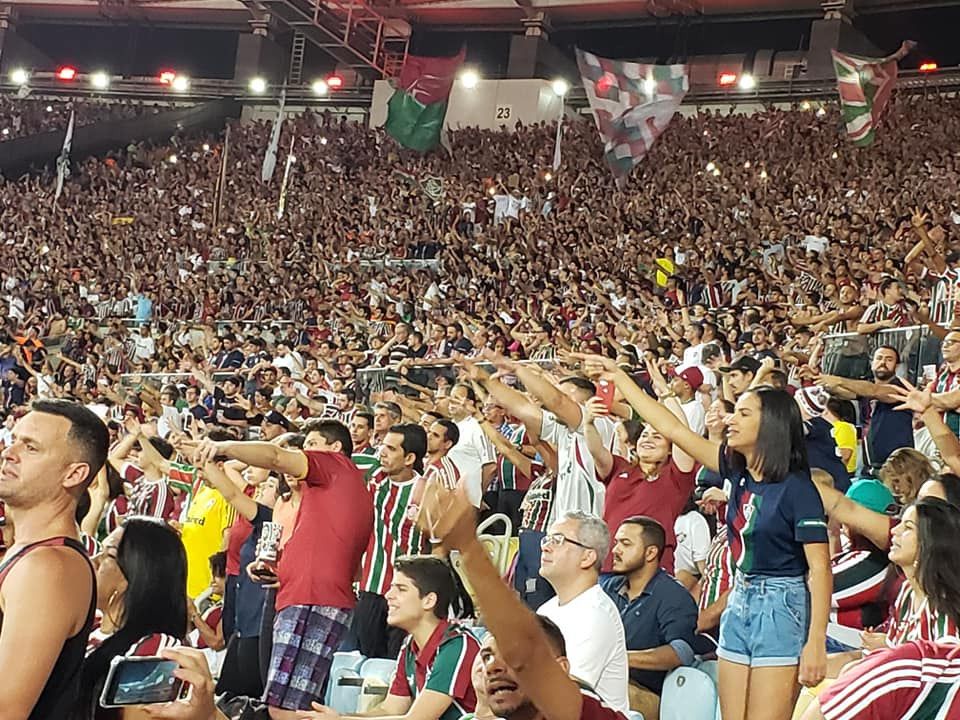
Torcida do Fluminense no Maracanã.

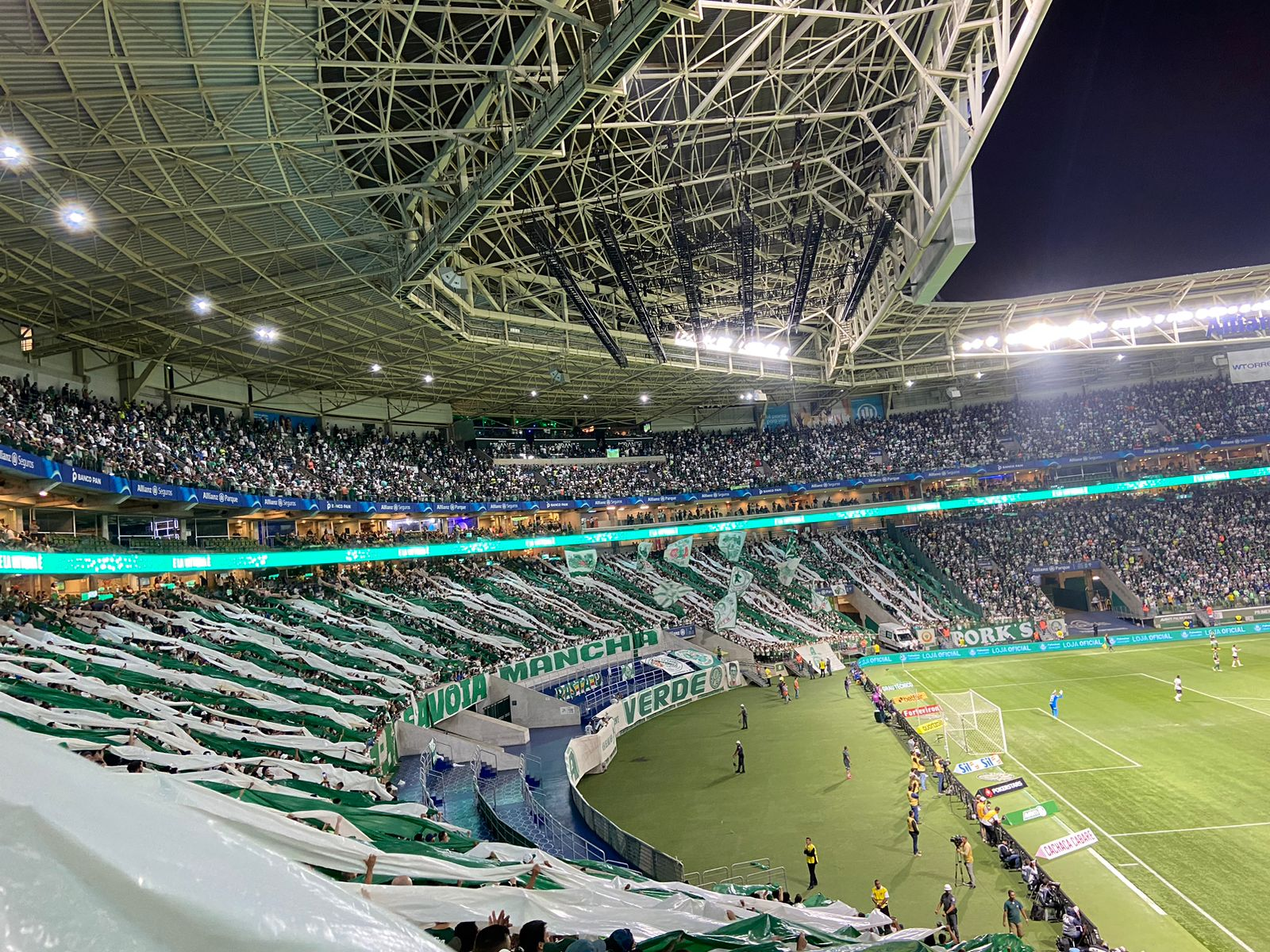
Torcida palmeirense no Allianz Parque.

1. Torcida do Fluminense no Maracanã.Fluminense 1–0 Palmeiras, Maracanã, 66.684, 8 de novembro de 2009, Campeonato Brasileiro (64.194 pagantes).
2. Fluminense 4–2 Palmeiras, Maracanã, 58.073, 3 de dezembro de 1975, Campeonato Brasileiro.
3. Torcida palmeirense no Allianz Parque.Fluminense 1–0 Palmeiras, Maracanã, 53.738, 17 de abril de 1960, Torneio Rio-São Paulo.
4. Fluminense 1–0 Palmeiras, Maracanã, 51.375, 24 de julho de 2024, Campeonato Brasileiro (48.126 pagantes)
5. Fluminense 1–0 Palmeiras, Maracanã, 50.421, 13 de dezembro de 1970, Campeonato Brasileiro.
6. Fluminense 0–1 Palmeiras, Maracanã, 50.000, 16 de novembro de 1960, Campeonato Brasileiro.
7. Fluminense 1–1 Palmeiras, Maracanã, 45.084, 27 de agosto de 2022, Campeonato Brasileiro (42.278 pagantes).
8. Fluminense 1–3 Palmeiras, Maracanã, 42.705, 10 de março de 1971, Copa Libertadores da América.
9. Palmeiras 3–1 Fluminense, Pacaembu, 41.541, 24 de agosto de 1975, Campeonato Brasileiro.
10. Palmeiras 2–1 Fluminense, Allianz Parque, 38.562, 28 de outubro de 2015, Copa do Brasil (38.562 pagantes).[28]
11. Palmeiras 3–0 Fluminense, Allianz Parque, 37.430, 14 de novembro de 2018, Campeonato Brasileiro (37.430 pagantes).
12. Fluminense 1–3 Palmeiras, Maracanã, 36.599, 16 de maio de 1965, Torneio Rio-São Paulo.
13. Fluminense 0–0 Palmeiras, Maracanã, 35.407, 9 de março de 1980, Campeonato Brasileiro.
14. Fluminense 2–1 Palmeiras, Maracanã, 34.895, 21 de outubro de 2015, Copa do Brasil (31.881 pagantes).
15. Fluminense 3–0 Palmeiras, Maracanã, 34.032, 25 de outubro de 2008, Campeonato Brasileiro (31.973 pagantes).
16. Palmeiras 3–1 Fluminense, Allianz Parque, 33.066, 10 de junho de 2017, Campeonato Brasileiro (33.066 pagantes).
17. Fluminense 2–2 Palmeiras, Maracanã, 31.990, 2 de março de 1952, Torneio Rio-São Paulo (25.444 pagantes).
18. Fluminense 2–1 Palmeiras, Maracanã, 31.037, 5 de agosto de 2023, Campeonato Brasileiro (29.115 pagantes).
19. Fluminense 1–0 Palmeiras, Maracanã, 30.947, 28 de novembro de 2019, Campeonato Brasileiro (29.968 pagantes).

Obs.: Pelo menos os jogos disputados no Pacaembu com públicos presentes desconhecidos de 21 de março de 1942 (28.904 pags.), 10 de abril de 1965 (27.954 pags.) e 29 de janeiro de 1971 (26.867 pags.) poderiam fazer parte desta lista. Nos casos de públicos presentes e pagantes iguais, não foram disponibilizadas gratuidades.
Por décadas
1951/1960: 3.
1961/1970: 2.
1971/1980: 4.
2001/2010: 2.
2011/2020: 5.
2021/2030: 3.
Maiores públicos no Estádio Palestra Itália
Acima de 20.000.
1. Palmeiras 1–0 Fluminense, 28.042, 4 de setembro de 1971, Campeonato Brasileiro (26.976 pagantes).
2. Palmeiras 3–2 Fluminense, 26.996, 4 de dezembro de 2005, Campeonato Brasileiro.
3. Palmeiras 2–1 Fluminense, 25.000, 10 de dezembro de 1933, Torneio Rio-São Paulo.
4. Palmeiras 1–0 Fluminense, 24.693, 14 de novembro de 2007, Campeonato Brasileiro.
5. Palmeiras 1–0 Fluminense, 22.243, 27 de agosto de 1994, Campeonato Brasileiro.

## Todos os confrontos
Campeão em jogo válido por final de campeonato.
 Vice-campeão em jogo válido por final de campeonato ou em rodada que decidiu o título.
     Verificar nota de rodapé, partida não incluída nas estatísticas deste artigo.
| Lista de Jogos |                  |             |                 |                               |                                                                      |                         |       |    |       |
| N              | Time mandante    | Placar      | Time visitante  | Estádio                       | Competição                                                           | Data                    | V.Flu | E  | V.Pal |
| 1              | Palestra Itália  | 3–2         | Fluminense      | Parque da Antarctica Paulista | Taça Fiat                                                            | 30 de maio de 1926      |       |    | 1     |
| 2              | Fluminense       | 3–2         | Palestra Itália | Laranjeiras                   | Jogo amistoso                                                        | 15 de março de 1931     | 1     |    |       |
| 3              | Fluminense       | 1–4         | Palestra Itália | Laranjeiras                   | Torneio Rio-São Paulo                                                | 6 de agosto de 1933     |       |    | 2     |
| 4              | Palestra Itália  | 2–1         | Fluminense      | Parque da Antarctica Paulista | Torneio Rio-São Paulo                                                | 10 de dezembro de 1933  |       |    | 3     |
| 5              | Fluminense       | 3–4         | Palestra Itália | Laranjeiras                   | Torneio Rio-São Paulo                                                | 19 de julho de 1934     |       |    | 4     |
| 6              | Fluminense       | 2–2         | Palestra Itália | Laranjeiras                   | Jogo amistoso                                                        | 11 de junho de 1938     |       | 1  |       |
| 7              | Palestra Itália  | 0–2         | Fluminense      | Parque Antarctica             | Jogo amistoso                                                        | 14 de setembro de 1938  | 2     |    |       |
| 8              | Palestra Itália  | 3–2         | Fluminense      | Parque Antarctica             | Jogo amistoso                                                        | 23 de agosto de 1939    |       |    | 5     |
| 9              | Palestra Itália  | 3–2         | Fluminense      | Parque Antarctica             | Jogo amistoso                                                        | 25 de outubro de 1939   |       |    | 6     |
| 10             | Fluminense       | 5–3         | Palestra Itália | Laranjeiras                   | Torneio Rio-São Paulo                                                | 24 de julho de 1940     | 3     |    |       |
| 11             | Palestra Itália  | 5–2         | Fluminense      | Pacaembu                      | Torneio Quinela de Ouro                                              | 21 de março de 1942     |       |    | 7     |
| 12             | Palmeiras        | 2–1         | Fluminense      | Pacaembu                      | Jogo amistoso                                                        | 26 de abril de 1946     |       |    | 8     |
| 13             | Fluminense       | 4–1         | Palmeiras       | Laranjeiras                   | Jogo amistoso                                                        | 4 de julho de 1946      | 4     |    |       |
| 14             | Palmeiras        | 2–2         | Fluminense      | Pacaembu                      | Jogo amistoso                                                        | 10 de julho de 1946     |       | 2  |       |
| 15             | Palmeiras        | 2–5         | Fluminense      | Pacaembu                      | Jogo amistoso                                                        | 30 de julho de 1947     | 5     |    |       |
| 16             | Palmeiras        | 3–0         | Fluminense      | Pacaembu                      | Jogo amistoso                                                        | 5 de novembro de 1947   |       |    | 9     |
| 17             | Palmeiras        | 3–0         | Fluminense      | Pacaembu                      | Torneio Pentagonal R. Monteiro                                       | 2 de fevereiro de 1949  |       |    | 10    |
| 18             | Palmeiras        | 3–1         | Fluminense      | Pacaembu                      | Torneio Rio-São Paulo                                                | 6 de fevereiro de 1950  |       |    | 11    |
| 19             | Fluminense       | 2–2         | Palmeiras       | Maracanã                      | Torneio Rio-São Paulo                                                | 2 de março de 1952      |       | 3  |       |
| 20             | Palmeiras        | 2–1         | Fluminense      | Pacaembu                      | Torneio Rio-São Paulo                                                | 30 de maio de 1953      |       |    | 12    |
| 21             | Fluminense       | 2–1         | Palmeiras       | Laranjeiras                   | Torneio Quadrangular Interestadual                                   | 28 de abril de 1954     | 6     |    |       |
| 22             | Fluminense       | 2–0         | Palmeiras       | Maracanã                      | Torneio Rio-São Paulo                                                | 4 de julho de 1954      | 7     |    |       |
| 23             | Fluminense       | 2–5         | Palmeiras       | Maracanã                      | Torneio Rio-São Paulo                                                | 12 de maio de 1955      |       |    | 13    |
| 24             | Fluminense       | 5–1         | Palmeiras       | Maracanã                      | Torneio Rio-São Paulo                                                | 4 de maio de 1957       | 8     |    |       |
| 25             | Palmeiras        | 2–1         | Fluminense      | Pacaembu                      | Torneio Rio-São Paulo                                                | 26 de fevereiro de 1958 |       |    | 14    |
| 26             | Palmeiras        | 2–0         | Fluminense      | Pacaembu                      | Jogo amistoso                                                        | 26 de março de 1959     |       |    | 15    |
| 27             | Fluminense       | 0–0         | Palmeiras       | Laranjeiras                   | Jogo amistoso                                                        | 29 de março de 1959     |       | 4  |       |
| 28             | Fluminense       | 2–0         | Palmeiras       | Maracanã                      | Torneio Rio-São Paulo                                                | 17 de maio de 1959      | 9     |    |       |
| —              | Fluminense       | 2–1         | Palmeiras       | Clube dos Func. da CSN        | Jogo amistoso (restritivo)                                           | 10 de abril de 1960     |       |    |       |
| 29             | Fluminense       | 1–0         | Palmeiras       | Maracanã                      | Torneio Rio-São Paulo                                                | 17 de abril de 1960     | 10    |    |       |
| 30             | Palmeiras        | 0–0         | Fluminense      | Pacaembu                      | Taça Brasil                                                          | 9 de novembro de 1960   |       | 5  |       |
| 31             | Fluminense       | 0–1         | Palmeiras       | Maracanã                      | Taça Brasil                                                          | 16 de novembro de 1960  |       |    | 16    |
| 32             | Fluminense       | 1–2         | Palmeiras       | Maracanã                      | Torneio Rio-São Paulo                                                | 12 de março de 1961     |       |    | 17    |
| 33             | Fluminense       | 2–1         | Palmeiras       | Maracanã                      | Torneio Rio-São Paulo                                                | 18 de março de 1963     | 11    |    |       |
| 34             | Fluminense       | 2–2         | Palmeiras       | Maracanã                      | Torneio Rio-São Paulo                                                | 26 de abril de 1964     |       | 6  |       |
| 35             | Palmeiras        | 3–2         | Fluminense      | Pacaembu                      | Torneio Rio-São Paulo                                                | 10 de abril de 1965     |       |    | 18    |
| 36             | Fluminense       | 1–3         | Palmeiras       | Maracanã                      | Torneio Rio-São Paulo                                                | 16 de maio de 1965      |       |    | 19    |
| 37             | Fluminense       | 0–1         | Palmeiras       | Maracanã                      | Torneio Rio-São Paulo                                                | 16 de março de 1966     |       |    | 20    |
| 38             | Fluminense       | 2–4         | Palmeiras       | Maracanã                      | Torneio Roberto Gomes Pedrosa                                        | 5 de março de 1967      |       |    | 21    |
| 39             | Palmeiras        | 1–1         | Fluminense      | Parque Antarctica             | Taça Francisco Bueno Netto (1ª edição)                               | 4 de agosto de 1968     |       | 7  |       |
| 40             | Palmeiras        | 2–0         | Fluminense      | Pacaembu                      | Torneio Roberto Gomes Pedrosa                                        | 26 de setembro de 1968  |       |    | 22    |
| 41             | Fluminense       | 2–0         | Palmeiras       | Maracanã                      | Torneio Roberto Gomes Pedrosa/Taça Francisco Bueno Netto (2ª edição) | 18 de outubro de 1969   | 12    |    |       |
| 42             | Palmeiras        | 0–3         | Fluminense      | Morumbi                       | Torneio Roberto Gomes Pedrosa/Taça Francisco Bueno Netto (3ª edição) | 7 de novembro de 1970   | 13    |    |       |
| 43             | Fluminense       | 1–0         | Palmeiras       | Maracanã                      | Torneio Roberto Gomes Pedrosa                                        | 13 de dezembro de 1970  | 14    |    |       |
| 44             | Palmeiras        | 0–2         | Fluminense      | Pacaembu                      | Taça Libertadores                                                    | 29 de janeiro de 1971   | 15    |    |       |
| 45             | Fluminense       | 1–3         | Palmeiras       | Maracanã                      | Taça Libertadores                                                    | 10 de março de 1971     |       |    | 23    |
| 46             | Palmeiras        | 1–0         | Fluminense      | Palestra Itália               | Campeonato Brasileiro                                                | 4 de setembro de 1971   |       |    | 24    |
| 47             | Fluminense       | 0–1         | Palmeiras       | Maracanã                      | Campeonato Brasileiro                                                | 12 de outubro de 1972   |       |    | 25    |
| 48             | Palmeiras        | 3–1         | Fluminense      | Pacaembu                      | Campeonato Brasileiro                                                | 24 de agosto de 1975    |       |    | 26    |
| 49             | Fluminense       | 4–2         | Palmeiras       | Maracanã                      | Campeonato Brasileiro                                                | 3 de dezembro de 1975   | 16    |    |       |
| 50             | Fluminense       | 0–0         | Palmeiras       | Maracanã                      | Campeonato Brasileiro                                                | 9 de março de 1980      |       | 8  |       |
| 51             | Palmeiras        | 1–0         | Fluminense      | Parque Antarctica             | Torneio dos Campeões                                                 | 24 de abril de 1982     |       |    | 27    |
| 52             | Fluminense       | 1–0         | Palmeiras       | Maracanã                      | Torneio dos Campeões                                                 | 20 de maio de 1982      | 17    |    |       |
| 53             | Fluminense       | 2–0         | Palmeiras       | Maracanã                      | Campeonato Brasileiro                                                | 23 de setembro de 1987  | 18    |    |       |
| 54             | Palmeiras (pen.) | 0 (3)–(1) 0 | Fluminense      | Palestra Itália               | Campeonato Brasileiro                                                | 18 de dezembro de 1988  |       | 9  |       |
| 55             | Fluminense       | 0–1         | Palmeiras       | Maracanã                      | Campeonato Brasileiro                                                | 22 de outubro de 1989   |       |    | 28    |
| 56             | Palmeiras (pen.) | 1 (4)–(2) 1 | Fluminense      | Pacaembu                      | Torneio Vicente Matheus                                              | 4 de junho de 1990      |       | 10 |       |
| 57             | Fluminense       | 0–1         | Palmeiras       | Eduardo Guinle                | Campeonato Brasileiro                                                | 28 de outubro de 1990   |       |    | 29    |
| 58             | Fluminense       | 4–2         | Palmeiras       | Laranjeiras                   | Campeonato Brasileiro                                                | 3 de fevereiro de 1991  | 19    |    |       |
| 59             | Palmeiras        | 3–0         | Fluminense      | Palestra Itália               | Campeonato Brasileiro                                                | 8 de fevereiro de 1992  |       |    | 30    |
| 60             | Fluminense       | 0–3         | Palmeiras       | Maracanã                      | Torneio Rio-São Paulo                                                | 11 de julho de 1993     |       |    | 31    |
| 61             | Palmeiras        | 2–0         | Fluminense      | Parque da Antarctica Paulista | Torneio Rio-São Paulo                                                | 29 de julho de 1993     |       |    | 32    |
| 62             | Fluminense       | 2–4         | Palmeiras       | Laranjeiras                   | Campeonato Brasileiro                                                | 3 de outubro de 1993    |       |    | 33    |
| 63             | Palmeiras        | 2–1         | Fluminense      | Palestra Itália               | Campeonato Brasileiro                                                | 14 de novembro de 1993  |       |    | 34    |
| 64             | Palmeiras        | 1–0         | Fluminense      | Palestra Itália               | Campeonato Brasileiro                                                | 27 de agosto de 1994    |       |    | 35    |
| 65             | Fluminense       | 1–1         | Palmeiras       | Caio Martins                  | Campeonato Brasileiro                                                | 3 de setembro de 1994   |       | 11 |       |
| 66             | Fluminense       | 4–1         | Palmeiras       | Maracanã                      | Campeonato Brasileiro                                                | 5 de novembro de 1994   | 20    |    |       |
| 67             | Palmeiras        | 1–1         | Fluminense      | José Lancha Filho             | Campeonato Brasileiro                                                | 28 de outubro de 1995   |       | 12 |       |
| 68             | Fluminense       | 1–5         | Palmeiras       | Café                          | Campeonato Brasileiro                                                | 5 de setembro de 1996   |       |    | 36    |
| 69             | Palmeiras        | 4–1         | Fluminense      | Palestra Itália               | Campeonato Brasileiro                                                | 5 de julho de 1997      |       |    | 37    |
| 70             | Fluminense       | 4–0         | Palmeiras       | Maracanã                      | Torneio Rio-São Paulo                                                | 30 de janeiro de 1999   | 21    |    |       |
| 71             | Palmeiras        | 2–1         | Fluminense      | Parque da Antarctica Paulista | Torneio Rio-São Paulo                                                | 6 de fevereiro de 1999  |       |    | 38    |
| 72             | Palmeiras        | 6–2         | Fluminense      | Parque da Antarctica Paulista | Torneio Rio-São Paulo                                                | 30 de janeiro de 2000   |       |    | 39    |
| 73             | Fluminense       | 0–2         | Palmeiras       | Maracanã                      | Torneio Rio-São Paulo                                                | 13 de fevereiro de 2000 |       |    | 40    |
| 74             | Fluminense       | 0–1         | Palmeiras       | Maracanã                      | Campeonato Brasileiro                                                | 24 de setembro de 2000  |       |    | 41    |
| 75             | Palmeiras        | 1–3         | Fluminense      | Parque da Antarctica Paulista | Torneio Rio-São Paulo                                                | 18 de janeiro de 2001   | 22    |    |       |
| 76             | Palmeiras        | 2–6         | Fluminense      | Palestra Itália               | Campeonato Brasileiro                                                | 7 de novembro de 2001   | 23    |    |       |
| 77             | Palmeiras        | 3–2         | Fluminense      | Parque da Antarctica Paulista | Torneio Rio-São Paulo                                                | 3 de março de 2002      |       |    | 42    |
| 78             | Palmeiras        | 1–0         | Fluminense      | Albertão                      | Copa dos Campeões                                                    | 21 de julho de 2002     |       |    | 43    |
| 79             | Fluminense       | 0–3         | Palmeiras       | Maracanã                      | Campeonato Brasileiro                                                | 6 de novembro de 2002   |       |    | 44    |
| 80             | Palmeiras        | 3–2         | Fluminense      | Palestra Itália               | Campeonato Brasileiro                                                | 12 de agosto de 2004    |       |    | 45    |
| 81             | Fluminense       | 1–1         | Palmeiras       | Maracanã                      | Campeonato Brasileiro                                                | 19 de dezembro de 2004  |       | 13 |       |
| 82             | Fluminense       | 2–2         | Palmeiras       | Raulino de Oliveira           | Campeonato Brasileiro                                                | 21 de agosto de 2005    |       | 14 |       |
| 83             | Palmeiras        | 3–2         | Fluminense      | Palestra Itália               | Campeonato Brasileiro                                                | 4 de dezembro de 2005   |       |    | 46    |
| 84             | Palmeiras        | 3–0         | Fluminense      | Palestra Itália               | Campeonato Brasileiro                                                | 23 de agosto de 2006    |       |    | 47    |
| 85             | Fluminense       | 1–1         | Palmeiras       | Maracanã                      | Campeonato Brasileiro                                                | 3 de dezembro de 2006   |       | 15 |       |
| 86             | Fluminense       | 0–1         | Palmeiras       | Maracanã                      | Campeonato Brasileiro                                                | 5 de agosto de 2007     |       |    | 48    |
| 87             | Palmeiras        | 1–0         | Fluminense      | Palestra Itália               | Campeonato Brasileiro                                                | 14 de novembro de 2007  |       |    | 49    |
| 88             | Palmeiras        | 3–1         | Fluminense      | Palestra Itália               | Campeonato Brasileiro                                                | 16 de julho de 2008     |       |    | 50    |
| 89             | Fluminense       | 3–0         | Palmeiras       | Maracanã                      | Campeonato Brasileiro                                                | 25 de outubro de 2008   | 24    |    |       |
| 90             | Palmeiras        | 1–0         | Fluminense      | Palestra Itália               | Campeonato Brasileiro                                                | 29 de julho de 2009     |       |    | 51    |
| 91             | Fluminense       | 1–0         | Palmeiras       | Maracanã                      | Campeonato Brasileiro                                                | 8 de novembro de 2009   | 25    |    |       |
| 92             | Fluminense       | 1–1         | Palmeiras       | Maracanã                      | Campeonato Brasileiro                                                | 1 de setembro de 2010   |       | 16 |       |
| 93             | Palmeiras        | 1–2         | Fluminense      | Arena Barueri                 | Campeonato Brasileiro                                                | 28 de novembro de 2010  | 26    |    |       |
| 94             | Fluminense       | 1–0         | Palmeiras       | Raulino de Oliveira           | Campeonato Brasileiro                                                | 24 de julho de 2011     | 27    |    |       |
| 95             | Palmeiras        | 1–2         | Fluminense      | Canindé                       | Campeonato Brasileiro                                                | 16 de outubro de 2011   | 28    |    |       |
| 96             | Fluminense       | 1–0         | Palmeiras       | Engenhão                      | Campeonato Brasileiro                                                | 12 de agosto de 2012    | 29    |    |       |
| 97             | Palmeiras        | 2–3         | Fluminense      | Prudentão                     | Campeonato Brasileiro                                                | 11 de novembro de 2012  | 30    |    |       |
| 98             | Palmeiras        | 0–1         | Fluminense      | Pacaembu                      | Campeonato Brasileiro                                                | 26 de abril de 2014     | 31    |    |       |
| 99             | Fluminense       | 3–0         | Palmeiras       | Maracanã                      | Campeonato Brasileiro                                                | 13 de setembro de 2014  | 32    |    |       |
| 100            | Palmeiras        | 2–1         | Fluminense      | Allianz Parque                | Campeonato Brasileiro                                                | 14 de junho de 2015     |       |    | 52    |
| 101            | Fluminense       | 1–4         | Palmeiras       | Maracanã                      | Campeonato Brasileiro                                                | 16 de setembro de 2015  |       |    | 53    |
| 102            | Fluminense       | 2–1         | Palmeiras       | Maracanã                      | Copa do Brasil                                                       | 21 de outubro de 2015   | 33    |    |       |
| 103            | Palmeiras (pen.) | 2 (4)–(1) 1 | Fluminense      | Allianz Parque                | Copa do Brasil                                                       | 28 de outubro de 2015   |       |    | 54    |
| 104            | Palmeiras        | 2–0         | Fluminense      | Allianz Parque                | Campeonato Brasileiro                                                | 25 de maio de 2016      |       |    | 55    |
| 105            | Fluminense       | 0–2         | Palmeiras       | Mané Garrincha                | Campeonato Brasileiro                                                | 28 de agosto de 2016    |       |    | 56    |
| 106            | Palmeiras        | 3–1         | Fluminense      | Allianz Parque                | Campeonato Brasileiro                                                | 10 de junho de 2017     |       |    | 57    |
| 107            | Fluminense       | 0–1         | Palmeiras       | Maracanã                      | Campeonato Brasileiro                                                | 24 de setembro de 2017  |       |    | 58    |
| 108            | Fluminense       | 1–0         | Palmeiras       | Maracanã                      | Campeonato Brasileiro                                                | 25 de julho de 2018     | 34    |    |       |
| 109            | Palmeiras        | 3–0         | Fluminense      | Allianz Parque                | Campeonato Brasileiro                                                | 14 de novembro de 2018  |       |    | 59    |
| 110            | Palmeiras        | 3–0         | Fluminense      | Allianz Parque                | Campeonato Brasileiro                                                | 10 de setembro de 2019  |       |    | 60    |
| 111            | Fluminense       | 1–0         | Palmeiras       | Maracanã                      | Campeonato Brasileiro                                                | 28 de novembro de 2019  | 35    |    |       |
| 112            | Fluminense       | 1–1         | Palmeiras       | Maracanã                      | Campeonato Brasileiro                                                | 12 de agosto de 2020    |       | 17 |       |
| 113            | Palmeiras        | 2–0         | Fluminense      | Allianz Parque                | Campeonato Brasileiro                                                | 14 de novembro de 2020  |       |    | 61    |
| 114            | Palmeiras        | 1–0         | Fluminense      | Allianz Parque                | Campeonato Brasileiro                                                | 24 de julho de 2021     |       |    | 62    |
| 115            | Fluminense       | 2–1         | Palmeiras       | Maracanã                      | Campeonato Brasileiro                                                | 14 de novembro de 2021  | 36    |    |       |
| 116            | Palmeiras        | 1–1         | Fluminense      | Allianz Parque                | Campeonato Brasileiro                                                | 8 de maio de 2022       |       | 18 |       |
| 117            | Fluminense       | 1–1         | Palmeiras       | Maracanã                      | Campeonato Brasileiro                                                | 27 de agosto de 2022    |       | 19 |       |
| 118            | Fluminense       | 2–1         | Palmeiras       | Maracanã                      | Campeonato Brasileiro                                                | 5 de agosto de 2023     | 37    |    |       |
| 119            | Palmeiras        | 1–0         | Fluminense      | Allianz Parque                | Campeonato Brasileiro                                                | 3 de dezembro de 2023   |       |    | 63    |
| 120            | Fluminense       | 1–0         | Palmeiras       | Maracanã                      | Campeonato Brasileiro                                                | 24 de julho de 2024     | 38    |    |       |
| 121            | Palmeiras        | 0–1         | Fluminense      | Allianz Parque                | Campeonato Brasileiro                                                | 8 de dezembro de 2024   | 39    |    |       |
| 122            | Fluminense       | 1–2         | Palmeiras       | Maracanã                      | Campeonato Brasileiro                                                | 23 de julho de 2025     |       |    | 64    |

## Ligação externa
Palmeiras tem vantagem de 9 jogos sobre o Fluminense na História do Brasileiro - ASSAF, Roberto - Estatísticas do clássico desde 1960, página editada em 30 de agosto de 2016 e disponível em 11 de setembro de 2016